# Sean Penn
Sean Justin Penn (n. 17 august 1960) este actor și regizor american, de asemenea, cunoscut ca fiind activist politic. A obținut Premiul Oscar pentru cel mai bun actor în 2004 (Mystic river) și 2009 (Milk).
Penn s-a născut în Santa Monica, California, fiu al actorului și regizorului Leo Penn și al actriței Eileen Ryan. Are un frate, muzicianul Michael Penn; celălalt frate, actorul Chris Penn, a murit în 2006. Bunicii paterni erau evrei imigranți din Lituania și Rusia, în timp ce mama sa este catolică care provine din italieni și irlandezi.

## Filmografie

### Actor
- 1981 : ''Hellinger's Law, de Leo Penn (TV)
- 1981 : The Killing of Randy Webster, de Sam Wanamaker (TV)
- 1981 : Taps], de Harold Becker
- 1982 : Fast Times at Ridgemont High, de Amy Heckerling
- 1983 : Summerspell, de Lina Shanklin
- 1983 : Bad Boys, de Rick Rosenthal
- 1984 : Crackers, de Louis Malle
- 1984 : Racing with the Moon, de Richard Benjamin
- 1985 : The Falcon and the Snowman, de John Schlesinger
- 1986 : At Close Range, de James Foley
- 1986 : Shanghai Surprise, de Jim Goddard
- 1988 : Cool Blue, de Mark Mullin și Richard Shepard
- 1988 : Colors, de Dennis Hopper
- 1988 : Judgment in Berlin, de Leo Penn
- 1989 : Casualties of War, de Brian De Palma
- 1989 : Nu suntem îngeri, de Neil Jordan
- 1990 : Stare de grație, de Phil Joanou
- 1992 : Cruise Control, de Matt Palmieri
- 1993 : Carlito's Way, de Brian De Palma
- 1995 : Culoarul morții, de Tim Robbins
- 1997 : Loved, de Erin Dignam
- 1997 : She's So Lovely, de Nick Cassavetes
- 1997 : U Turn, de Oliver Stone
- 1997 : The Game, de David Fincher
- 1997 : Hugo Pool, de Robert Downey Sr.
- 1998 : Hurlyburly, de Anthony Drazan
- 1998 : La hotarul dintre viață și moarte, de Terrence Malick
- 1999 : Sweet and Lowdown, de Woody Allen
- 2000 : Up at the Villa, de Philip Haas
- 2000 : Before Night Falls, de Julian Schnabel
- 2000 : The Weight of Water, de Kathryn Bigelow
- 2001 : I Am Sam, de Jessie Nelson
- 2003 : It's All About Love, de Thomas Vinterberg
- 2003 : Mystic River, de Clint Eastwood
- 2003 : 21 Grams, de Alejandro González Iñárritu
- 2004 : The Assassination of Richard Nixon, de Niels Mueller
- 2005 : The Interpreter, de Sydney Pollack
- 2005 : All the King's Men, de Steven Zaillian
- 2008 : Crossing Over, de Wayne Kramer
- 2008 : Milk, de Gus Van Sant
- 2010 : Fair Game de Doug Liman
- 2011 : The Tree of Life de Terrence Malick
- 2011 : This Must Be the Place de Paolo Sorrentino
- 2013 : Gangster Squad de Ruben Fleischer

### Regizor
- 1991 : Frații (The Indian Runner)
- 1995 : Răzbunarea (The Crossing Guard)
- 2001 : Legământul (The Pledge)
- 2007 : În sălbăticie (Into The Wild)

### Producător
- 1995 : The Crossing Guard
- 1997 : Loved, de Erin Dignam
- 1997 : She's So Lovely, de Nick Cassavetes
- 2001 : Promisiunea

### Scenarist
- 1991 : The Indian Runner
- 1995 : The Crossing Guard
- 2007 : Into The Wild